# Hanamachi

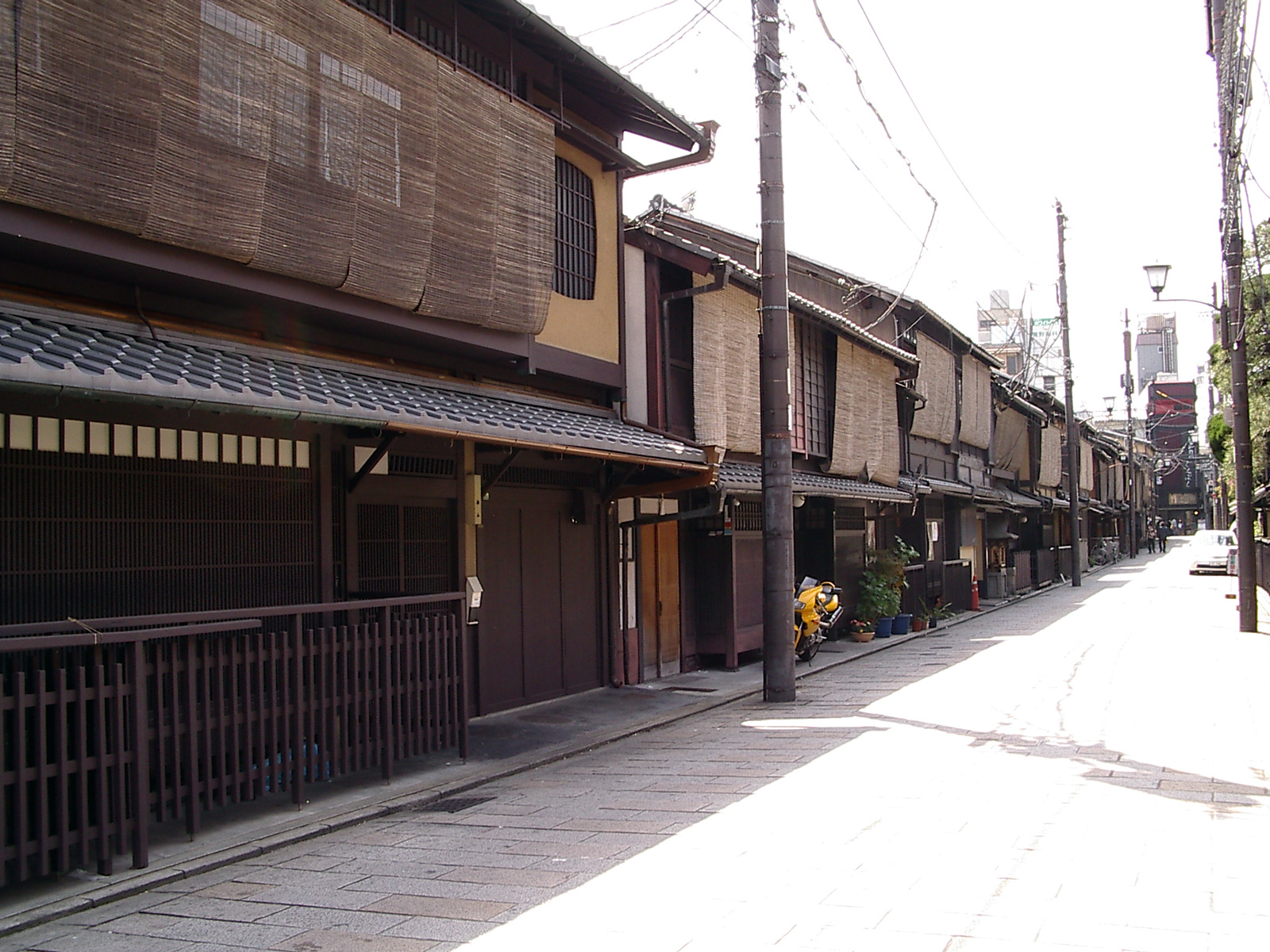
Vista d'un típic carrer de Gion, un dels hanamachi de Kyoto.

Un hanamachi és un barri d'una ciutat japonesa on es poden trobar geishes i, en temps passats, també s'exercia la prostitució. La traducció literal del terme hanamachi (花街) és ‘ciutat de les flors'.
Actualment, el terme hanamachi es fa servir al Japó modern per referir-se a les àrees on poden trobar-se geishes en actiu. Tanmateix, a Kyoto, al districte de Gion, encara es fa servir l'antic terme de Kagai. Per altra banda, kagai també pot ser utilitzat per referir-se als districtes de plaer autoritzats en els quals es pot trobar restaurants, okiyes (cases de geishes), i ochayes (cases de te).
Els hanamachi són barris d'arquitectura tradicional japonesa on encara es mantenen les típiques machiyes. Acostumen a trobar-se vora un temple, i la raó del seu origen cal cercar-la en les ochayes que s'instal·laren en el passat per donar descans i diversió als peregrins que s'apropaven al temple.
Un Hanamachi és un barri format per un conjunt d'institucions autoritzades relacionades amb el món de les geishes. Un hanamachi normalment està format per un conjunt d'okiyes i ochayes, junt amb un Kamburenjo. El kamburenjo és el lloc de trobada de les Geishes; normalment consta d'un teatre, sales on les geishes prenen les seves lliçons, i les oficines del Kemban, on es realitzen tots els pagaments i les tasques administratives referents al món de les geishes. El kemban funciona a manera d'interventor de comptes del hanamachi; en ell es registren els guanys de cadascuna de les geishes i les maikos i els resultats es fan públics. D'aquesta manera es pot saber quines han estat les més populars i sol·licitades pels clients en l'últim període.
Però també formen part del hanamachi totes aquells establiments on es desenvolupen les ocupacions que, d'una manera o altra, estan relacionades amb el món de les geishes: fabricants i venedors de kimonos, modistes, perruquers i fabricants de perruques, venedors d'instruments tradicionals i accessoris diversos per les geishes, professors de les diverses arts tradicionals, etc. El hanamachi de Gion també posseeix una escola vocacional de geishes de gran anomenada, la Yasaka Nyokoba. Molts dels professors i professores d'aquesta institució són considerats com a Tresors nacionals vivents. Avui en dia, els hanamachi són estranys fora de Kyoto.
Cada hanamachi és autònoma i no té cap relació amb el govern local de la ciutat. Però últimament, degut a la disminució en el nombre de geishes, han rebut ajudes econòmiques del govern a través de les Ookini zaidan per tractar de millorar la seva situació.

## Llistat de Hanamachi
Tota gran ciutat japonesa ha tingut el seu hanamachi, però en l'actualitat només a Kyoto conserven el seu caràcter tradicional. Tokyo encara té tres hanamachis actius però la seva vitalitat s'està reduint amb gran rapidesa.

### Kyoto

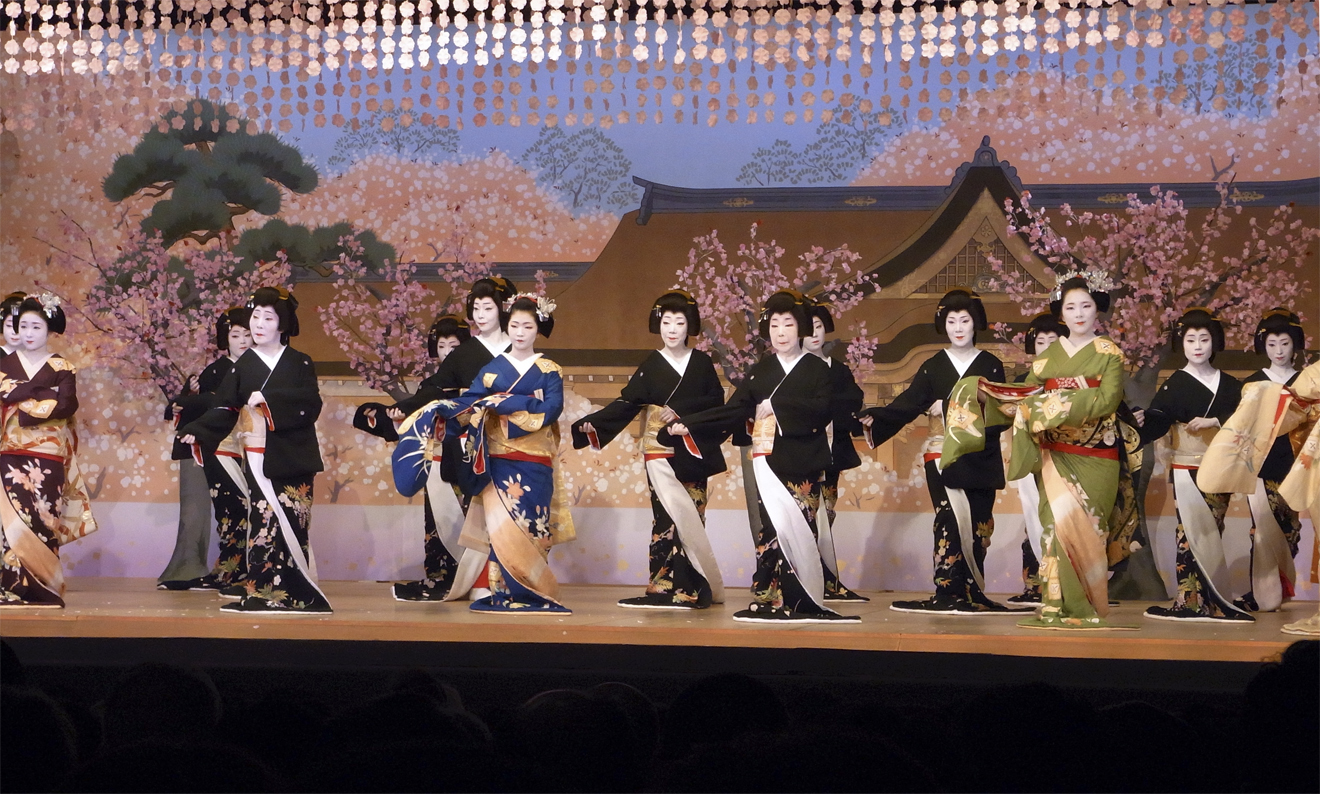
Kitano odori, dansa de kabuki interpretada anualment per les geishas de Kamishichike.

- Gion (Gion Kobu and Gion Higashi)
- Miyagawachō
- Kamishichiken
- Pontochō
- Shimabara

### Tòquio
- Shinbashi
- Akasaka
- Asakusa
- Yoshichō
- Kagurazaka
- Mukojima

### Hanamachi a prop deTòquio
- Hachiōji

### Àrees històricament reconegudes com ahanamachi/kagai
- Atami
- Torimori
- Shintomichō
- Fukagawa
- Maruyamachō
- Yanagibashi
- Nakano Shinbashi

Yoshiwara fou un barri de Tokyo on s'exercia la prostitució i de vegades s'hi ha fet referència com a hanamachi.

### Hanamachi aOsaka
- Kita Shinchi
- Minami Shinchi
- Shinmachi

### Hanamachi aKanazawa
- Higashi Chaya
- Nishi Chaya